# てんつくてん
『てんつくてん』は、1973年10月7日から1974年3月31日まで日本テレビ系列局で放送されていた日本テレビ製作のテレビドラマである。全26話。放送時間は毎週日曜 20:00 - 20:55 （日本標準時）。

## 概要
天保時代創業の老舗の佃煮屋「天佃天」（てんつくてん、モデルは東京都中央区佃の「佃煮 天安」）を舞台に、主人の佃昆と後妻の笑子、そして4人の子供たちと近所の人々が織り成すホームドラマ。慌て者だがとても気のいい性格の佃昆は、早くに妻を亡くしている。そんな佃昆のもとへ、山の手育ちのお嬢様である笑子が後妻として嫁ぐことになった。

## 出演者
- 佃昆：三波伸介
- 佃笑子：司葉子
- 佃魚介：渡辺篤史
- 佃潮：吉田次昭
- 佃アキ子：和田アキ子
- 佃淳子：桜田淳子
- 洋子：岡崎友紀
- 昌子：森昌子
- 鹿：杉山とく子 - 洋子と昌子の母。たい焼き屋を営む。
- 一郎：新田昌玄 - 自転車屋。
- 敏夫：大石悟郎 - 一郎の弟。
- 素直：本郷直樹
- ヒデ、ロザンナ：ヒデとロザンナ
- 尾崎守：中島久之 - 潮の予備校の友人。
- 佐山：佐々木功
- 佐山蕗子：宮本信子 - 昆の妹。
- 春海：菅原洋一 - 和尚。
- 弥生：水原麻記
- 国男：松村達雄 - 笑子の父。
- 前川先生：前川清 - 淳子と昌子の担任。
- 舟：賀原夏子
- 光子：近松麗江 - 料亭「花むら」の女将。
- 玉代：渚まゆみ
- 岡村：長沢大 - 第7話ゲスト。
- 尾崎静子：塩沢とき - 守の母。第13話ゲスト。
- 加代：桜田千枝子 - 「おたふく」の女将。第17話ゲスト。
- ほか

## スタッフ
- 脚本
  - 松田暢子
(第1話 - 第3話、第6話、第9話、第11話、第14話、第17話 - 第18話、第20話、第22話)
  - 井手俊郎
(第4話、第7話 - 第8話、第10話、第13話、第15話、第19話、第23話 - 第24話、第26話)
  - 鎌田敏夫
(第5話、第12話、第16話)
  - 松原敏春
(第7話 - 第8話、第16話、第21話、第25話)
  - 牧野和夫
(第21話)
- 演出
  - せんぼんよしこ
(第1話、4話、7話 - 第8話、第12話 - 第13話、第15話 - 第16話、第21話、第23話、第26話)
  - 田中康隆
(第2話 - 第3話、第6話、第9話、第11話、第14話、第17話 - 第18話、第20話、第22話、第25話)
  - 岡部英紀
(第5話、第10話、第19話、第24話)
- 音楽：樋口康雄
- 主題歌：笠井マリ「娘のきもち」(東芝EMI)
- 挿入歌：笠井マリ「日ぐれの少女」(東芝EMI)